# Fonds de cessation anticipée d'activité des travailleurs de l'amiante
Le Fonds de cessation anticipée d'activité des travailleurs de l'amiante (FCAATA) verse l'allocation de cessation anticipée d'activité des travailleurs de l'amiante (ATA) aux salariés atteints d’une maladie professionnelle liée à l'amiante ainsi qu'aux salariés qui ont travaillé dans des établissements reconnus comme ayant utilisé de l’amiante. Ce dispositif permet à certains salariés exposés à l'amiante de bénéficier d'une retraite anticipée.
Ce fonds a été créé par la loi de financement de la sécurité sociale pour 1999 (article 41 de la loi n° 98-1194 du 23 décembre 1998).
Ce fonds, alimenté principalement par la branche accidents du travail/maladies professionnelles du régime général, s'est stabilisé à environ 920 millions d'euros depuis 2008,.
La cessation anticipée d’activité des travailleurs de l’amiante (CAATA) compte depuis 2008 de moins en moins de bénéficiaires (33 000 en 2008, 28 400 en 2011, 21 500 fin 2014 et 16 700 fin 2016).
Ce fonds (FCAATA) diminue donc également, passant de 890 millions d’euros en 2013 à 821 millions d’euros en 2014,.

## Les bénéficiaires de l'allocation de cessation d'activité
L’allocation de cessation anticipée d’activité s’adresse à trois catégories de travailleurs :
- les salariés ou anciens salariés des Etablissements de fabrication de matériaux contenant de l’amiante et les établissements de flocage et de calorifugeage à l’amiante
- les salariés ou anciens salariés des Etablissements de construction ou réparation navales, les ouvriers dockers professionnels et les personnels portuaires assurant la manutention
- les salariés ou anciens salariés reconnus atteints d’une maladie professionnelle provoquée par l’amiante (asbestose, mésothéliome, cancer broncho-pulmonaire, tumeur pleurale bénigne et plaques pleurales).